# Isotima taiwanella
Isotima taiwanella là một loài tò vò trong họ Ichneumonidae.